# Les Temps modernes (album)
Pour les articles homonymes, voir Les Temps modernes.
Albums de Alonzo
Amour, gloire & cité
(2012)
Les Temps modernes est le premier album d'Alonzo sorti le 1er février 2010.

## Liste des pistes
| No  | Titre                                              | Durée |
| --- | -------------------------------------------------- | ----- |
| 1.  | Braquage vocal                                     | 3:48  |
| 2.  | Je suis le quartier                                | 4:17  |
| 3.  | Dramatik Music (avec Salif)                        | 4:30  |
| 4.  | Chacun son vice (avec Ekila)                       | 4:11  |
| 5.  | Les temps modernes                                 | 1:34  |
| 6.  | Sexe, drogue & Rap'n'Roll                          | 4:57  |
| 7.  | Guardia Civil                                      | 2:12  |
| 8.  | Broly                                              | 3:48  |
| 9.  | Physio                                             | 3:39  |
| 10. | C'est vrai (avec Psy 4 de la Rime & Mohamed Diaby) | 4:43  |
| 11. | Mon père c'est ma mère                             | 5:39  |
| 12. | Le couz (avec Lygne 26)                            | 4:33  |
| 13. | Énorme                                             | 4:14  |
| 14. | Top Gun (avec Francisco)                           | 3:57  |
| 15. | Interlude (Akhenaton)                              | 0:41  |
| 16. | Abstrait                                           | 5:48  |
| 17. | Urgence (avec Sale Équipe & Ghost Dog)             | 5:09  |

## Clips vidéos
- Je suis le quartier : 9 février 2010
- Braquage vocal : 19 octobre 2010
- Chacun son vice (avec Ekila) : 19 octobre 2010
- Énorme : 19 octobre 2010
- Les temps modernes : 19 octobre 2010